# 공인전자문서센터
공인전자문서센터는 타인을 위하여 전자문서를 보관 또는 증명하거나 그 밖에 전자문서와 관련된 업무를 수행하는 대한민국의 법인이다. 전자문서 보관 등의 안전성 및 정확성을 확보하기 위하여 과학기술정보통신부 장관으로부터 전자문서 보관 등에 관하여 전문성이 있는 자 중 ‘공인전자문서보관센터’로 지정받은 자를 말한다.
기존 명칭은 공인전자문서보관소였으나, 전자문서 및 전자거래 기본법 개정에 따라 공인전자문서센터로 이름이 바뀌었다.
2023년 6월 현재 6개의 센터가 운영되고 있다.

## 공인전자문서센터 현황
- (주)한국무역정보통신(지정일:2007. 02)
- (주)엘지씨엔에스(지정일 : 2007. 04)
- (주)하나금융티아이-데이타리움(지정일 : 2008. 12)
- (주)더존비즈온(지정일 : 2011. 11)
- (주)케이티(지정일 : 2022.04)
- 케이비신용정보(주)(지정일 : 2023.03)[깨진 링크(과거 내용 찾기)]